# Uno (Album)
Uno (eigene Schreibweise ¡Uno!) ist das neunte Studioalbum der US-amerikanischen Punkband Green Day. Es erschien am 21. September 2012 bei Reprise Records. Uno ist das erste Album einer Trilogie, die mit Dos (9. November 2012) und Tré (11. Dezember 2012 bzw. 7. Dezember 2012 in Deutschland) vervollständigt wurde.

## Entstehung
Die Arbeiten am Nachfolger zu 21st Century Breakdown begannen im Februar 2012. Nach zwei Konzeptalben wollte die Band wieder zu ihren Pop-Punk-Wurzeln zurückkehren – Armstrong meinte, „das letzte Album war so ernst, wir wollten lustigere Sachen machen.“ Sie wandte sich ab vom Rockoper-Stil der Vorgänger und hin zur einfachen, reduzierten Instrumentalisierung der ersten Green-Day-Alben. Auch inhaltlich sind die Lieder unpolitischer und weniger sozialkritisch als bei American Idiot und 21st Century Breakdown. Es entstanden so viele neue Songs, dass Armstrong zunächst vorschlug, ein Doppelalbum zu veröffentlichen. Nachdem insgesamt 38 Songs aufgenommen wurden, entschied sich die Band für eine Album-Trilogie. Die resultierende Album-Trilogie ist zudem das erste und bisher einzige Mal in der Bandgeschichte, dass Jason White – seit Ende der 1990er Jahre zusätzlicher Live-Gitarrist – im Studio beteiligt ist und als Bandmitglied aufgeführt wird. Das nachfolgende Album Revolution Radio wurde hingegen wieder in der Kernbesetzung Armstrong-Dirnt-Cool aufgenommen.

## Titelliste
1. Nuclear Family – 3:03
2. Stay the Night – 4:36
3. Carpe Diem – 3:25
4. Let Yourself Go – 3:41
5. Kill the DJ – 2:44
6. Fell for You – 3:08
7. Loss of Control – 3:07
8. Troublemaker – 2:45
9. Angel Blue – 2:46
10. Sweet 16 – 3:03
11. Rusty James – 4:09
12. Oh Love – 5:03

Alle Songs wurden von Billie Joe Armstrong geschrieben.

## Singles
Als erste Single wurde im Juli 2012 Oh Love veröffentlicht. Regisseur beim Musikvideo war Samuel Bayer, der schon für die Videos der Singles von American Idiot verantwortlich war.
Kill the DJ erschien im August 2012 als zweite Singleauskopplung. Auch das Video zu Kill the DJ drehte Samuel Bayer.
Die dritte Single Let Yourself Go erschien im September 2012.

## Kritik und Auszeichnungen
Uno bekam gemischte Kritiken. Für Plattentests.de ist Uno, das sieben von zehn Punkten erhält, „angenehm unspektakulär“:

„Green Day haben sich deutlich zurückgenommen, das „m“ aus dem Pomppunk der vergangenen beiden Alben ersatzlos gestrichen und auch die sozialkritische Attitüde in weniger plakative Aussagen gegossen. Schmalziger Herzschmerz und in die Luft gestreckte Fäuste machen meist dem halbverzerrt-hemdsärmeligen Charme von „Warning“ Platz. Kleine Melodien statt große Gesten sind Trumpf. Mitsingen geht auch ohne Feuerzeug in der Hand. Und die Bassfills gereichen „Basket case“ zur Ehre.“

Der Rolling Stone nennt Uno eine Befreiung von der Schwere der Vorgänger und vergibt vier von fünf Sternen:

“After the Quadrophenia-like weight and worry of 2004's American Idiot and 2009's 21st Century Breakdown, ¡Uno! feels like plain relief. There are strong whiffs of Green Day’s biggest seller, 1994's Dookie, in the honed buzz of Armstrong’s and Jason White’s guitars, Dirnt and Cool’s airtight gallop, and Armstrong’s lyric emphasis on girl troubles and starting the party that never stops. There is also a hipper, richer grip in the details.”

Laut.de vergab nur zwei von fünf Sternen und schrieb:

„Eher ernüchtert als berauscht trennen sich die Ohren vom Kopfhörer. Sei es drum: Aller guten Dinge sind ja bekanntlich drei. Bleibt abzuwarten, wie sich die Jungs auf den folgenden beiden Werken „Dos!“ und „Tré!“ als Garage-Punks und Epik-Rocker schlagen. Es kann nur spannender werden.“

Uno belegte beim Rolling Stone den achten Platz in der Liste der 50 besten Alben des Jahres 2012.